# Barra Mansa
Barra Mansa es un municipio brasileño situado en el suroeste del estado de Río de Janeiro, en la microrregión del Valle del Paraíba dentro de la mesorregión del Sur Fluminense, a una altitud de 381 metros. Su población estimada en 2008 era de 176.469 habitantes, formando un conurbano con las ciudades de Volta Redonda y Pinheiral con una población de más de 450 mil habitantes. Posee un área de 548,9 km².
Su centro administrativo y legislativo es el barrio Centro ya que en el son localizados la prefectura que es la cámara municipal y su centro judicial en el barrio Barbará pues en él está situado el fórum municipal. 
La población está compuesta por descendientes de inmigrantes europeos (principalmente portugueses, italianos, y españoles), pero también de franceses y alemanes, además de una dinámica colonia sirio-libanesa, así como también de amerindios y de esclavos africanos.
El municipio tiene la segunda mayor población de la mesorregión Sur Fluminense, cuenta con más de 528 unidades industriales, un gran nudo ferroviario, vial y fluvial. Está ubicado en una región privilegiada, cerca de las dos metrópolis brasileñas más grandes: Río de Janeiro y São Paulo. También está cerca de centros económicos regionales como São José dos Campos, Juiz de Fora y Volta Redonda. Barra Mansa tiene una renta per cápita superior a la media nacional, de R$ 13.956,15, y tiene un Índice de Desarrollo Humano (IDH) considerado alto por el Programa de las Naciones Unidas para el Desarrollo (PNUD), de 0,806 (año 2000). Ocupa el sexto lugar en el ranking de mejor Índice de Desarrollo Humano (IDH-M) entre los municipios de Río de Janeiro.

## Subdivisiones
El municipio está dividido en seis distritos (freguesias) que se subdividen en más de 155 barrios:

### Distritos
1. Distrito Sede
(dividido en catorce regiones administrativas)
2. Floriano
(antiguo Arroyo límite)
3. Rialto
4. Distrito de Nossa Senhora do Amparo (Barra Mansa)
5. Antônio Roca
(creado en 1993, antiguo barrio Casa Blanca)
6. Santa Rita de Cássia
(creado en 2006, área en litígio)

### Barrios
El municipio cuenta con más de 155 barrios y(o) loteamientos oficiales y oficiosos:
- Los "barrios oficiales" son los que consta catastrados en la prefectura y (o) en los correos, y se incluyen en el catastro oficial de la prefectura, (ley complementario n°29 - Anexo Idel 26 de diciembre de 2001).

## Geografía
El municipio de Barra Mansa se extiende en un área de 548,90 km². Y está localizado en los márgenes del río Paraíba del Sur, en la región fluminense del Medio Valle del Paraíba, entre las Sierra del Mar y la Sierra de la Mantiqueira.
Barra Mansa hace límite con 8 municipios
- Valença - Norte
- Quatis - Norte y Oeste
- Resende - Oeste
- Porto Real - Oeste
- Bananal, en São Paulo - Sur
- Río Claro - Sur
- Volta Redonda - Este
- Barra do Piraí - Este

Según estimaciones del Instituto Brasilero de Geografía y Estadística - IBGE, la población estimada en 2006 es de 176.151 habitantes.
El municipio goza de una posición geográfica muy privilegiada, se localiza a 120 kilómetros de la ciudad de Río de Janeiro, 300 kilómetros de São Paulo, 460 kilómetros de Belo Horizonte, 650 kilómetros de Espírito Santo, 85 kilómetros del puerto de Angra dos Reis y 90 kilómetros del puerto de Sepetiba, en el municipio de Itaguaí.

### Topografía
El relieve del municipio es constituido por mesetas, con una altitud media de 381 metros, sin embargo, está media disminuye en dirección al río Paraíba del Sur, para formar la planicie fluvial que es costeada por el "mar de cerros" con un nivel topográfico más elevado.
El punto culminante se encuentra a 1.305,15 metros de altitud, en la Sierra del Río Bonito (contrafuertes de la Sierra de la Mantiqueira), en el Distrito de Nossa Senhora do Amparo.

### Hidrografía

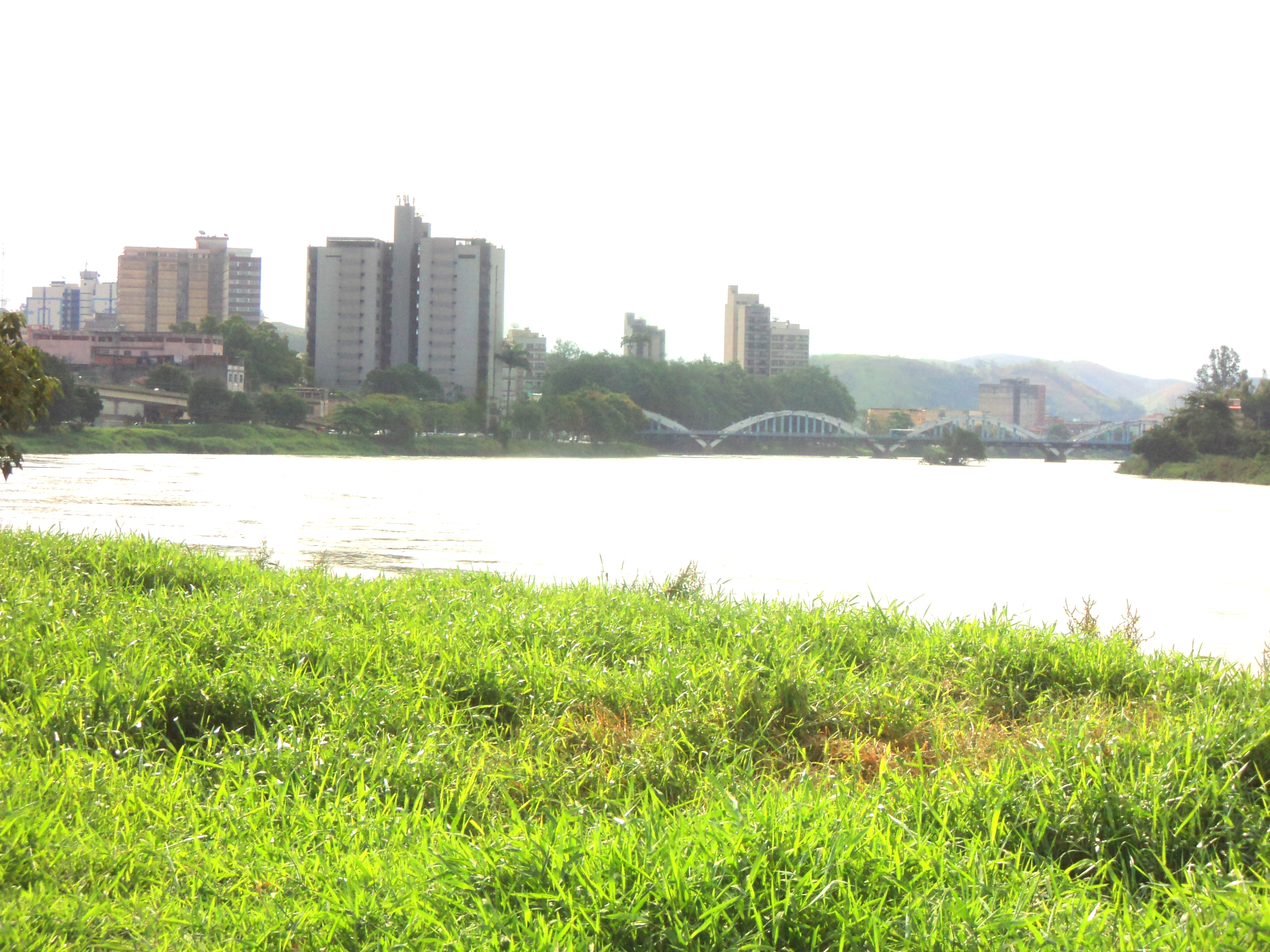
El río Paraíba del Sur.

La estructura hidrográfica del municipio es marcada por la presencia del río Paraíba del Sur drenando una enorme región a través de una gran cantidad de ríos y arroyos esparcidos por toda la superficie.
Por el margen derecho del Paraíba, los principales afluentes son: río del Salto, río Bananal, río Barra Mansa, río Bocaina y los ríos Cotiara y Brandão; por el margen izquierda: río Turvo y los ríos Ano Bom y Água Comprida.

## Demografía
Entre 1970 y 1980, Barra Mansa presentó un crecimiento poblacional del 53,11%, teniendo en vista la gran afluencia de inmigrantes provocada por la actividad de la CSN.
Se estima que la población de la microrregión es de 1,5 millones de habitantes, eso sin considerar las mayores ciudades de Baixada Fluminense ni la de Río de Janeiro (ciudad).